# リチャード・ボイル (第3代バーリントン伯爵)
第3代バーリントン伯爵リチャード・ボイル（The Rt. Hon. Richard Boyle, 3rd Earl of Burlington, KG, PC, 1694年4月25日 - 1753年12月4日）は、イギリスの貴族、政治家、ガーター勲章勲爵士、枢密顧問官、建築家である。第2代バーリントン伯爵チャールズ・ボイルとジュリアナ・ノエル（Juliana Noel、1672年 - 1750年）の子としてヨークシャーで生まれた。バーリントンは枢密顧問官、イギリス貴族院及びアイルランド貴族院 (Irish House of Lords) (英語版) 議員としての地位があったにもかかわらず、政治に関してはあまり興味を示さず、「芸術のアポロン」 (Apollo of the Arts)、「建築家伯爵」 (architect Earl) と呼ばれた。
バーリントンはイギリスとアイルランドにパラディオ様式建築を持ち込んだことで有名であり、彼の主要な作品に、バーリントン・ハウス、ウェストミンスター・スクール、チジック・ハウス、ノースウィック・パーク (Northwick Park) (英語版) 等がある。
ボイルの法則で知られるロバート・ボイルは曾祖父の初代バーリントン伯爵リチャード・ボイルの弟である。

## 生涯
バーリントンは、ヨークシャーの裕福なアングロ・アイリッシュ (Anglo-Irish) (英語版)の貴族の家系に生まれた。「建築家伯爵」として知られており、イギリス、アイルランド両王国でパラディオ様式建築の復興に尽力した。彼は1704年2月、9歳の時に父の死に伴って爵位とヨークシャー及びアイルランドの広大な不動産を受け継いだ。1715年に成人するまでの間、バーリントンのイギリス、アイルランドの土地と政治的権限は彼に替わって、彼の母親で後見人であるジュリアナ未亡人が管理した。バーリントンは幼児期から音楽を好み、ヘンデル (Georg Friedrich Händel、1685年-1759年) はバーリントンハウス に滞在中彼に「タセオ」 (Teseo) (英語版) 、「ガウラのアマティージ」 (Amadigi di Gaula) (英語版) の2曲のオペラを捧げた。ホーキンス (John Hawkins、1719年-1789年、イギリスの作家) (英語版) によると、フランチェスコ・バルサンティ (Francesco Barsanti、1690年-1772年)は「リコーダーのための6つのソナタ　Op.1」(6 Sonatas for Recorder and Continuo Op. 1) を捧げた。1714年から1719年に行った3回の海外へのグランドツアー  と1726年のパリ旅行は、バーリントンの嗜好を開発する契機となった。彼の建築家としての専門的技術 (常に請負石工業者がサポートする) はイギリス貴族の中で突出したものであった。彼は1719年のヴェネトへの旅行中、アンドレーア・パッラーディオ (Andrea Palladio、1508年-1580年、イタリアの建築家。) の「建築四書」 (I quattro libri dell'architettura) (英語版) を携行し、余白部分に細かな書き込みをした。彼はまた1719年には、当時ステージでのオペラを制作する団体であった王立音楽院 (Royal Academy of Music) (英語版) の主要メンバーの一人であった
。

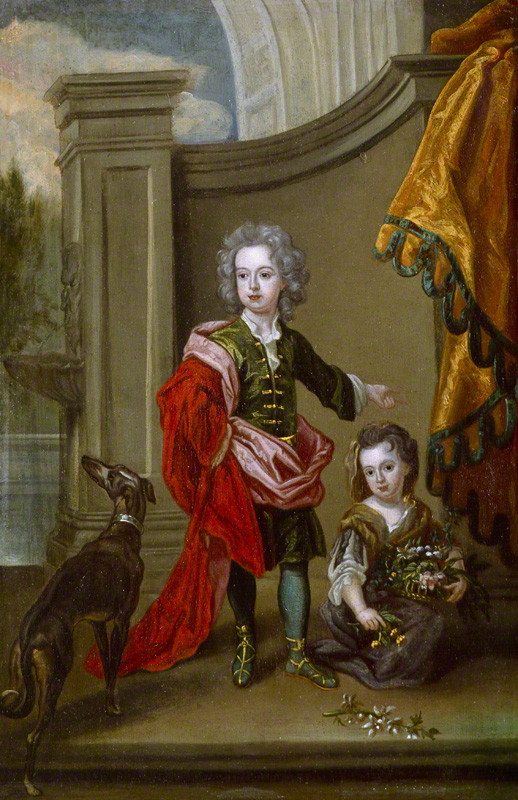
幼少期のリチャード・ボイルと妹のジェーン、1700年

バーリントンは古代ローマ遺跡を詳細に検証したり、あるいは詳細な図面を描くことはせずに、古典的伝統の通訳としてのパッラーディオとスカモッツィ (Vincenzo Scamozzi、1548年-1616年、ヴェネツィアの建築家でパッラーディオの後継者) に頼っていた。彼の発想の別の源泉は、収集した図面や、パッラーディオ自身が描いた図面であった。それらの図面はイニゴー・ジョーンズ (Inigo Jones、1573年-1652年、イングランドの建築家) とイニゴーの弟子のジョン・ウェッブ (John Webb、1611年-1672年) (英語版) が所有していたもので、1727年 (一般的には1736年と言われている。) にウィリアム・ケント (William Kent、1685年-1748年、イギリスの建築家) により、ケントとバーリントンによる「Some Designs of Mr Inigo Jones... with Some Additional Designs」(イニゴー・ジョーンズ氏のデザインといくつかの追加デザイン) として出版された。パラディオ様式建築、あるいはネオパラディオ様式建築におけるウェッブの重要な役割は20世紀まで理解されなかった。バーリントンが所有していたパッラーディオの図面には、ウィトルウィウス (Marcus Vitruvius Pollio、紀元前70年頃の共和政ローマ期の建築家) 以降の古代ローマ建築物復興のためのものが数多く含まれており、彼はそれらを出版する予定であった。一方1723年、バーリントンは図面の中の宮殿の外観を、旧バーリントン通り (Old Burlington Street) にあるジョージ・ウェイド将軍 (George Wade、1673年-1748年、イギリス海軍将校) のロンドン宅に採用し、それは1725年発行のコーレン・キャンベル (Colen Campbell、1676年-1729年、スコットランドの建築家) の「ウィトルウィウス・ブリタニクス」(Vitruvius Britannicusiii) に描かれた。
バーリントンの最初のプロジェクトは、彼自身のロンドンの邸宅であるバーリントン・ハウスであった。彼は1719年に欧州旅行から帰ってくると、バロック様式の建築家ジェームズ・ギブズ (James Gibbs、1682年-1754年、イギリスの建築家) (英語版) を辞めさせ、スコットランドの建築家コーレン・キャンベルと歴史画家から転身したインテリア・デザイナーのウィリアム・ケントを雇用した。ピカデリーの目立つ場所にあるバーリントン・ハウスの中庭のある正面外観は、ネオパラディオ主義 (neo-Palladianism) が初めて達成されたことを世間に発表するものであった。

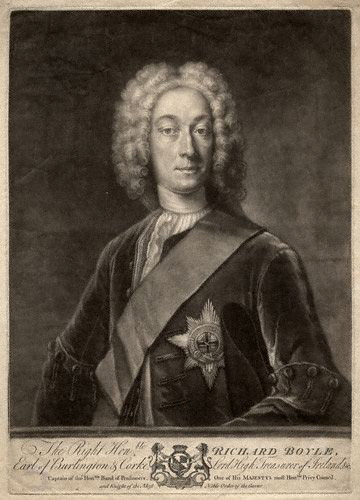
バーリントン伯爵

1720年代、バーリントンとキャンベルは別れ、バーリントンは、ネオパラディオ主義第2世代の主要な建築家として開花していた若いヘンリ・フリッツクロフト (Henry Flitcroft、1697年-1769年、イングランドの建築家) 、2番手のパラディオ主義建築家ダニエル・ギャレット (Daniel Garrett、-1753年、イギリスの建築家) (英語版) 、及びその他の立案者によるプロジェクト「バーリントン・ハリー」を支援した。
1730年代の早い時期にはパラディオ様式はイギリスのカントリー・ハウスあるいは公共の建物において、一般的に受け入れられていた。バーリントンの残りの人生は、ホレス・ウォルポール (1717年-1797年、イギリスの政治家、小説家) の言によると「芸術のアポロン」(Apollo of the arts) であり、ウィリアム・ケントにとっては「適切な司祭」(proper priest) であった。
1739年、バーリントンはロンドン初の孤児院である捨子養育院と呼ばれる新しい慈善団体の設立に関与していた。彼は慈善団体の代表だったが、1742年にブルームスベリーに完成した子どもたちのための大きな建物の建設計画には正式には参加しなかった。慈善事業として建設を引き受けたのはドイツ人建築家セオドレ・ヤコブセン (Theodore Jacobsen、1772年没) (独語版) であった。
バーリントンのプロジェクトの多くは改築や増築、あるいは火災、あるいは都市部の拡大に伴う取り壊しなどによる問題を抱えている。多くの場合彼のアイディアは突出したものであった。例えばマシュー・ブレッティンガム (Matthew Brettingham、1699年-1769年) は、その著作「The Plans and Elevations of the late Earl of Leicester's House at Holkham」の中で、ホウカム・ホール (Holkham Hall) は、「基本的なアイディアは最初ウィリアム・ケント氏のサポートを受けてバーリントン伯爵とレスター伯爵 (Thomas Coke, 1st Earl of Leicester、1697年–1759年) (英語版) が出した。」と思い起こし、特に柱廊と北の化粧室の天井の製作者としてバーリントンの名前が記されている。
1751年、バーリントンはポツダムのフランチェスコ・アルガロッティ (Francesco Algarotti、1712年-1764年、ヴェネツィアの博学者) にウィトルウィウスの本と一緒に彼の図面の一部を送っている。
バーリントンの義理の息子デヴォンシャー公爵が承継した彼の建築図面はチャッツワース・ハウス  に保存されている。

## 結婚と家族

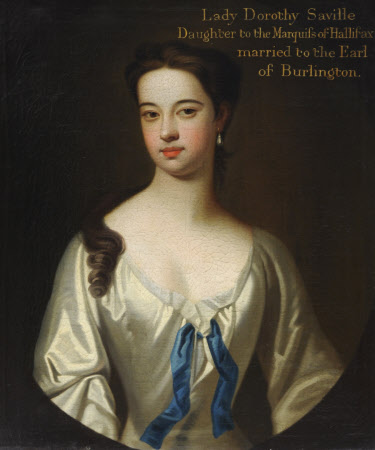
ドロシー・サヴィル

バーリントンは1720年3月21日に、第2代ハリファックス侯爵ウィリアム・サヴィルと2番目の妻メアリー・フィンチ（Mary Finch）との娘であるドロシー・サヴィルと結婚した。メアリーは第2代ノッティンガム伯爵ダニエル・フィンチとエセックス・リッチ夫人（Lady Essex Rich, 1684年没）の娘で、エセックスは第3代ウォリック伯爵ロバート・リッチ（1611年 - 1659年）とアン・チーク（Anne Cheeke）の娘である。
ドロシーとの間にはドロシー（1724年 - 1742年）、ジュリアンナ（1727年 - 1730年）、シャーロット（1731年 - 1754年）の3人の娘をもうけた:77。ジャン＝バティスト・ヴァン・ローは1739年にドロシーとボイル、娘のドロシー、シャーロットの家族の肖像画を描いており、それは現在リズモア城のデヴォンシャーコレクションに所蔵されている。
1741年、娘のドロシーはユーストン伯爵ジョージ・フィッツロイ（1715年-1747年）と結婚したが、彼は残忍な性格で、幸せな結婚生活ではなかった。ドロシーは翌年の18歳の誕生日の直前に天然痘で亡くなった:77。亡くなった後、母のドロシーは彼女は「過激な悲惨さ」(extremest misery) から解放されたと語った。シャーロットは1748年3月28日にハーティントン侯爵ウィリアム・キャヴェンディッシュ（後の第4代デヴォンシャー公爵、1720年-1764年）と結婚した:130。シャーロットは4人の子どもをもうけ

、1754年に23歳で亡くなった。シャーロットの子どもたちはチャッツワース・ハウスにあったドロシーの芸術作品や書簡等を承継した。
ボイルは1753年12月3日に、ドロシーは1758年9月21日に、同じチジック・ハウスで亡くなった:116。
ボイルが亡くなると男子がいなかったため、彼が保有していた爵位のうちレーンズボローのクリフォード男爵位とバーリントン伯爵位は断絶となった。コーク伯爵位とダンガーヴァン子爵位は彼の三従兄弟（曾祖父の初代バーリントン伯爵の弟の曾孫）第5代オーラリー伯爵ジョン・ボイルに承継された:78。クリフォード男爵位は女系での承継が可能であったため、娘シャーロットに承継された。

## 系譜図
|  |  |  |  |  |  |  |  |  |  |  |  |                                                                                              |                                                                                              |                                                                                              |                                                                                              |                                                                                              |                                                                                              |  |  | リチャード・ボイル 初代コーク伯爵 初代ダンガーヴァン子爵 (1566-1643) |                                                 |                                                 |                                                 |                                                 |                                                 |  |  |                                                    |                                                    |                                                    |                                                    |                                                    |                                                    |                                                                                            |                                                                                            |                                                                                            |                                                                                            |                                                                                            |                                                                                            |                                                                                        |                                                                                        |                                                                                            |                                                                                            |                                                                                            |                                                                                            |                                                                                            |                                                                                            |                                      |                                      |                                      |                                      |  |  |  |  |  |  |  |  |  |  |  |  |  |  |  |  |
|  |  |  |  |  |  |  |  |  |  |  |  |                                                                                              |                                                                                              |                                                                                              |                                                                                              |                                                                                              |                                                                                              |  |  |                                                                      |                                                 |                                                 |                                                 |                                                 |                                                 |  |  |                                                    |                                                    |                                                    |                                                    |                                                    |                                                    |                                                                                            |                                                                                            |                                                                                            |                                                                                            |                                                                                            |                                                                                            |                                                                                        |                                                                                        |                                                                                            |                                                                                            |                                                                                            |                                                                                            |                                                                                            |                                                                                            |                                      |                                      |                                      |                                      |  |  |  |  |  |  |  |  |  |  |  |  |  |  |  |  |
|  |  |  |  |  |  |  |  |  |  |  |  |                                                                                              |                                                                                              |                                                                                              |                                                                                              |                                                                                              |                                                                                              |  |  |                                                                      |                                                 |                                                 |                                                 |                                                 |                                                 |  |  |                                                    |                                                    |                                                    |                                                    |                                                    |                                                    |                                                                                            |                                                                                            |                                                                                            |                                                                                            |                                                                                            |                                                                                            |                                                                                        |                                                                                        |                                                                                            |                                                                                            |                                                                                            |                                                                                            |                                                                                            |                                                                                            |                                      |                                      |                                      |                                      |  |  |  |  |  |  |  |  |  |  |  |  |  |  |  |  |
|  |  |  |  |  |  |  |  |  |  |  |  | リチャード・ボイル 初代バーリントン伯爵 第2代コーク伯爵 第2代ダンガーヴァン子爵 (1612-1698)  | リチャード・ボイル 初代バーリントン伯爵 第2代コーク伯爵 第2代ダンガーヴァン子爵 (1612-1698)  | リチャード・ボイル 初代バーリントン伯爵 第2代コーク伯爵 第2代ダンガーヴァン子爵 (1612-1698)  | リチャード・ボイル 初代バーリントン伯爵 第2代コーク伯爵 第2代ダンガーヴァン子爵 (1612-1698)  | リチャード・ボイル 初代バーリントン伯爵 第2代コーク伯爵 第2代ダンガーヴァン子爵 (1612-1698)  | リチャード・ボイル 初代バーリントン伯爵 第2代コーク伯爵 第2代ダンガーヴァン子爵 (1612-1698)  |  |  |                                                                      |                                                 |                                                 |                                                 |                                                 |                                                 |  |  | ロジャー・ボイル 初代オーラリー伯爵 (1621-1679)    | ロジャー・ボイル 初代オーラリー伯爵 (1621-1679)    | ロジャー・ボイル 初代オーラリー伯爵 (1621-1679)    | ロジャー・ボイル 初代オーラリー伯爵 (1621-1679)    | ロジャー・ボイル 初代オーラリー伯爵 (1621-1679)    | ロジャー・ボイル 初代オーラリー伯爵 (1621-1679)    |                                                                                            |                                                                                            |                                                                                            |                                                                                            |                                                                                            |                                                                                            |                                                                                        |                                                                                        |                                                                                            |                                                                                            |                                                                                            |                                                                                            |                                                                                            |                                                                                            |                                      |                                      |                                      |                                      |  |  |  |  |  |  |  |  |  |  |  |  |  |  |  |  |
|  |  |  |  |  |  |  |  |  |  |  |  | リチャード・ボイル 初代バーリントン伯爵 第2代コーク伯爵 第2代ダンガーヴァン子爵 (1612-1698)  | リチャード・ボイル 初代バーリントン伯爵 第2代コーク伯爵 第2代ダンガーヴァン子爵 (1612-1698)  | リチャード・ボイル 初代バーリントン伯爵 第2代コーク伯爵 第2代ダンガーヴァン子爵 (1612-1698)  | リチャード・ボイル 初代バーリントン伯爵 第2代コーク伯爵 第2代ダンガーヴァン子爵 (1612-1698)  | リチャード・ボイル 初代バーリントン伯爵 第2代コーク伯爵 第2代ダンガーヴァン子爵 (1612-1698)  | リチャード・ボイル 初代バーリントン伯爵 第2代コーク伯爵 第2代ダンガーヴァン子爵 (1612-1698)  |  |  |                                                                      |                                                 |                                                 |                                                 |                                                 |                                                 |  |  | ロジャー・ボイル 初代オーラリー伯爵 (1621-1679)    | ロジャー・ボイル 初代オーラリー伯爵 (1621-1679)    | ロジャー・ボイル 初代オーラリー伯爵 (1621-1679)    | ロジャー・ボイル 初代オーラリー伯爵 (1621-1679)    | ロジャー・ボイル 初代オーラリー伯爵 (1621-1679)    | ロジャー・ボイル 初代オーラリー伯爵 (1621-1679)    |                                                                                            |                                                                                            |                                                                                            |                                                                                            |                                                                                            |                                                                                            |                                                                                        |                                                                                        |                                                                                            |                                                                                            |                                                                                            |                                                                                            |                                                                                            |                                                                                            |                                      |                                      |                                      |                                      |  |  |  |  |  |  |  |  |  |  |  |  |  |  |  |  |
|  |  |  |  |  |  |  |  |  |  |  |  |                                                                                              |                                                                                              |                                                                                              |                                                                                              |                                                                                              |                                                                                              |  |  |                                                                      |                                                 |                                                 |                                                 |                                                 |                                                 |  |  |                                                    |                                                    |                                                    |                                                    |                                                    |                                                    |                                                                                            |                                                                                            |                                                                                            |                                                                                            |                                                                                            |                                                                                            |                                                                                        |                                                                                        |                                                                                            |                                                                                            |                                                                                            |                                                                                            |                                                                                            |                                                                                            |                                      |                                      |                                      |                                      |  |  |  |  |  |  |  |  |  |  |  |  |  |  |  |  |
|  |  |  |  |  |  |  |  |  |  |  |  | チャールズ・ボイル 第3代ダンガーヴァン子爵 (1639-1694)                                       | チャールズ・ボイル 第3代ダンガーヴァン子爵 (1639-1694)                                       | チャールズ・ボイル 第3代ダンガーヴァン子爵 (1639-1694)                                       | チャールズ・ボイル 第3代ダンガーヴァン子爵 (1639-1694)                                       | チャールズ・ボイル 第3代ダンガーヴァン子爵 (1639-1694)                                       | チャールズ・ボイル 第3代ダンガーヴァン子爵 (1639-1694)                                       |  |  | リチャード・ボイル (1640年代-1665)                                   | リチャード・ボイル (1640年代-1665)              | リチャード・ボイル (1640年代-1665)              | リチャード・ボイル (1640年代-1665)              | リチャード・ボイル (1640年代-1665)              | リチャード・ボイル (1640年代-1665)              |  |  | ロジャー・ボイル 第2代オーラリー伯爵 (1649-1682)   | ロジャー・ボイル 第2代オーラリー伯爵 (1649-1682)   | ロジャー・ボイル 第2代オーラリー伯爵 (1649-1682)   | ロジャー・ボイル 第2代オーラリー伯爵 (1649-1682)   | ロジャー・ボイル 第2代オーラリー伯爵 (1649-1682)   | ロジャー・ボイル 第2代オーラリー伯爵 (1649-1682)   |                                                                                            |                                                                                            |                                                                                            |                                                                                            |                                                                                            |                                                                                            |                                                                                        |                                                                                        |                                                                                            |                                                                                            |                                                                                            |                                                                                            |                                                                                            |                                                                                            |                                      |                                      |                                      |                                      |  |  |  |  |  |  |  |  |  |  |  |  |  |  |  |  |
|  |  |  |  |  |  |  |  |  |  |  |  | チャールズ・ボイル 第3代ダンガーヴァン子爵 (1639-1694)                                       | チャールズ・ボイル 第3代ダンガーヴァン子爵 (1639-1694)                                       | チャールズ・ボイル 第3代ダンガーヴァン子爵 (1639-1694)                                       | チャールズ・ボイル 第3代ダンガーヴァン子爵 (1639-1694)                                       | チャールズ・ボイル 第3代ダンガーヴァン子爵 (1639-1694)                                       | チャールズ・ボイル 第3代ダンガーヴァン子爵 (1639-1694)                                       |  |  | リチャード・ボイル (1640年代-1665)                                   | リチャード・ボイル (1640年代-1665)              | リチャード・ボイル (1640年代-1665)              | リチャード・ボイル (1640年代-1665)              | リチャード・ボイル (1640年代-1665)              | リチャード・ボイル (1640年代-1665)              |  |  | ロジャー・ボイル 第2代オーラリー伯爵 (1649-1682)   | ロジャー・ボイル 第2代オーラリー伯爵 (1649-1682)   | ロジャー・ボイル 第2代オーラリー伯爵 (1649-1682)   | ロジャー・ボイル 第2代オーラリー伯爵 (1649-1682)   | ロジャー・ボイル 第2代オーラリー伯爵 (1649-1682)   | ロジャー・ボイル 第2代オーラリー伯爵 (1649-1682)   |                                                                                            |                                                                                            |                                                                                            |                                                                                            |                                                                                            |                                                                                            |                                                                                        |                                                                                        |                                                                                            |                                                                                            |                                                                                            |                                                                                            |                                                                                            |                                                                                            |                                      |                                      |                                      |                                      |  |  |  |  |  |  |  |  |  |  |  |  |  |  |  |  |
|  |  |  |  |  |  |  |  |  |  |  |  |                                                                                              |                                                                                              |                                                                                              |                                                                                              |                                                                                              |                                                                                              |  |  |                                                                      |                                                 |                                                 |                                                 |                                                 |                                                 |  |  |                                                    |                                                    |                                                    |                                                    |                                                    |                                                    |                                                                                            |                                                                                            |                                                                                            |                                                                                            |                                                                                            |                                                                                            |                                                                                        |                                                                                        |                                                                                            |                                                                                            |                                                                                            |                                                                                            |                                                                                            |                                                                                            |                                      |                                      |                                      |                                      |  |  |  |  |  |  |  |  |  |  |  |  |  |  |  |  |
|  |  |  |  |  |  |  |  |  |  |  |  | チャールズ・ボイル 第2代バーリントン伯爵 第3代コーク伯爵 第4代ダンガーヴァン子爵 (1660-1704) | チャールズ・ボイル 第2代バーリントン伯爵 第3代コーク伯爵 第4代ダンガーヴァン子爵 (1660-1704) | チャールズ・ボイル 第2代バーリントン伯爵 第3代コーク伯爵 第4代ダンガーヴァン子爵 (1660-1704) | チャールズ・ボイル 第2代バーリントン伯爵 第3代コーク伯爵 第4代ダンガーヴァン子爵 (1660-1704) | チャールズ・ボイル 第2代バーリントン伯爵 第3代コーク伯爵 第4代ダンガーヴァン子爵 (1660-1704) | チャールズ・ボイル 第2代バーリントン伯爵 第3代コーク伯爵 第4代ダンガーヴァン子爵 (1660-1704) |  |  | ヘンリー・ボイル 初代カールトン男爵 (1669-1725)                      | ヘンリー・ボイル 初代カールトン男爵 (1669-1725) | ヘンリー・ボイル 初代カールトン男爵 (1669-1725) | ヘンリー・ボイル 初代カールトン男爵 (1669-1725) | ヘンリー・ボイル 初代カールトン男爵 (1669-1725) | ヘンリー・ボイル 初代カールトン男爵 (1669-1725) |  |  | ライオネル・ボイル 第3代オーラリー伯爵 (1671-1703) | ライオネル・ボイル 第3代オーラリー伯爵 (1671-1703) | ライオネル・ボイル 第3代オーラリー伯爵 (1671-1703) | ライオネル・ボイル 第3代オーラリー伯爵 (1671-1703) | ライオネル・ボイル 第3代オーラリー伯爵 (1671-1703) | ライオネル・ボイル 第3代オーラリー伯爵 (1671-1703) |                                                                                            |                                                                                            |                                                                                            |                                                                                            | チャールズ・ボイル 第4代オーラリー伯爵 (1674-1731)                                         | チャールズ・ボイル 第4代オーラリー伯爵 (1674-1731)                                         | チャールズ・ボイル 第4代オーラリー伯爵 (1674-1731)                                     | チャールズ・ボイル 第4代オーラリー伯爵 (1674-1731)                                     | チャールズ・ボイル 第4代オーラリー伯爵 (1674-1731)                                         | チャールズ・ボイル 第4代オーラリー伯爵 (1674-1731)                                         |                                                                                            |                                                                                            |                                                                                            |                                                                                            |                                      |                                      |                                      |                                      |  |  |  |  |  |  |  |  |  |  |  |  |  |  |  |  |
|  |  |  |  |  |  |  |  |  |  |  |  | チャールズ・ボイル 第2代バーリントン伯爵 第3代コーク伯爵 第4代ダンガーヴァン子爵 (1660-1704) | チャールズ・ボイル 第2代バーリントン伯爵 第3代コーク伯爵 第4代ダンガーヴァン子爵 (1660-1704) | チャールズ・ボイル 第2代バーリントン伯爵 第3代コーク伯爵 第4代ダンガーヴァン子爵 (1660-1704) | チャールズ・ボイル 第2代バーリントン伯爵 第3代コーク伯爵 第4代ダンガーヴァン子爵 (1660-1704) | チャールズ・ボイル 第2代バーリントン伯爵 第3代コーク伯爵 第4代ダンガーヴァン子爵 (1660-1704) | チャールズ・ボイル 第2代バーリントン伯爵 第3代コーク伯爵 第4代ダンガーヴァン子爵 (1660-1704) |  |  | ヘンリー・ボイル 初代カールトン男爵 (1669-1725)                      | ヘンリー・ボイル 初代カールトン男爵 (1669-1725) | ヘンリー・ボイル 初代カールトン男爵 (1669-1725) | ヘンリー・ボイル 初代カールトン男爵 (1669-1725) | ヘンリー・ボイル 初代カールトン男爵 (1669-1725) | ヘンリー・ボイル 初代カールトン男爵 (1669-1725) |  |  | ライオネル・ボイル 第3代オーラリー伯爵 (1671-1703) | ライオネル・ボイル 第3代オーラリー伯爵 (1671-1703) | ライオネル・ボイル 第3代オーラリー伯爵 (1671-1703) | ライオネル・ボイル 第3代オーラリー伯爵 (1671-1703) | ライオネル・ボイル 第3代オーラリー伯爵 (1671-1703) | ライオネル・ボイル 第3代オーラリー伯爵 (1671-1703) |                                                                                            |                                                                                            |                                                                                            |                                                                                            | チャールズ・ボイル 第4代オーラリー伯爵 (1674-1731)                                         | チャールズ・ボイル 第4代オーラリー伯爵 (1674-1731)                                         | チャールズ・ボイル 第4代オーラリー伯爵 (1674-1731)                                     | チャールズ・ボイル 第4代オーラリー伯爵 (1674-1731)                                     | チャールズ・ボイル 第4代オーラリー伯爵 (1674-1731)                                         | チャールズ・ボイル 第4代オーラリー伯爵 (1674-1731)                                         |                                                                                            |                                                                                            |                                                                                            |                                                                                            |                                      |                                      |                                      |                                      |  |  |  |  |  |  |  |  |  |  |  |  |  |  |  |  |
|  |  |  |  |  |  |  |  |  |  |  |  | リチャード・ボイル 第3代バーリントン伯爵 第4代コーク伯爵 第5代ダンガーヴァン子爵 (1694-1753) | リチャード・ボイル 第3代バーリントン伯爵 第4代コーク伯爵 第5代ダンガーヴァン子爵 (1694-1753) | リチャード・ボイル 第3代バーリントン伯爵 第4代コーク伯爵 第5代ダンガーヴァン子爵 (1694-1753) | リチャード・ボイル 第3代バーリントン伯爵 第4代コーク伯爵 第5代ダンガーヴァン子爵 (1694-1753) | リチャード・ボイル 第3代バーリントン伯爵 第4代コーク伯爵 第5代ダンガーヴァン子爵 (1694-1753) | リチャード・ボイル 第3代バーリントン伯爵 第4代コーク伯爵 第5代ダンガーヴァン子爵 (1694-1753) |  |  |                                                                      |                                                 |                                                 |                                                 |                                                 |                                                 |  |  |                                                    |                                                    | ヘンリエッタ・ハミルトン (-1732)                   | ヘンリエッタ・ハミルトン (-1732)                   | ヘンリエッタ・ハミルトン (-1732)                   | ヘンリエッタ・ハミルトン (-1732)                   | ヘンリエッタ・ハミルトン (-1732)                                                           | ヘンリエッタ・ハミルトン (-1732)                                                           |                                                                                            |                                                                                            | ジョン・ボイル 第5代コーク伯爵 第5代オーラリー伯爵 第6代ダンガーヴァン子爵 (1707-1762)     | ジョン・ボイル 第5代コーク伯爵 第5代オーラリー伯爵 第6代ダンガーヴァン子爵 (1707-1762)     | ジョン・ボイル 第5代コーク伯爵 第5代オーラリー伯爵 第6代ダンガーヴァン子爵 (1707-1762) | ジョン・ボイル 第5代コーク伯爵 第5代オーラリー伯爵 第6代ダンガーヴァン子爵 (1707-1762) | ジョン・ボイル 第5代コーク伯爵 第5代オーラリー伯爵 第6代ダンガーヴァン子爵 (1707-1762)     | ジョン・ボイル 第5代コーク伯爵 第5代オーラリー伯爵 第6代ダンガーヴァン子爵 (1707-1762)     |                                                                                            |                                                                                            | マーガレット・ハミルトン (1710-1758)                                                       | マーガレット・ハミルトン (1710-1758)                                                       | マーガレット・ハミルトン (1710-1758) | マーガレット・ハミルトン (1710-1758) | マーガレット・ハミルトン (1710-1758) | マーガレット・ハミルトン (1710-1758) |  |  |  |  |  |  |  |  |  |  |  |  |  |  |  |  |
|  |  |  |  |  |  |  |  |  |  |  |  | リチャード・ボイル 第3代バーリントン伯爵 第4代コーク伯爵 第5代ダンガーヴァン子爵 (1694-1753) | リチャード・ボイル 第3代バーリントン伯爵 第4代コーク伯爵 第5代ダンガーヴァン子爵 (1694-1753) | リチャード・ボイル 第3代バーリントン伯爵 第4代コーク伯爵 第5代ダンガーヴァン子爵 (1694-1753) | リチャード・ボイル 第3代バーリントン伯爵 第4代コーク伯爵 第5代ダンガーヴァン子爵 (1694-1753) | リチャード・ボイル 第3代バーリントン伯爵 第4代コーク伯爵 第5代ダンガーヴァン子爵 (1694-1753) | リチャード・ボイル 第3代バーリントン伯爵 第4代コーク伯爵 第5代ダンガーヴァン子爵 (1694-1753) |  |  |                                                                      |                                                 |                                                 |                                                 |                                                 |                                                 |  |  |                                                    |                                                    | ヘンリエッタ・ハミルトン (-1732)                   | ヘンリエッタ・ハミルトン (-1732)                   | ヘンリエッタ・ハミルトン (-1732)                   | ヘンリエッタ・ハミルトン (-1732)                   | ヘンリエッタ・ハミルトン (-1732)                                                           | ヘンリエッタ・ハミルトン (-1732)                                                           |                                                                                            |                                                                                            | ジョン・ボイル 第5代コーク伯爵 第5代オーラリー伯爵 第6代ダンガーヴァン子爵 (1707-1762)     | ジョン・ボイル 第5代コーク伯爵 第5代オーラリー伯爵 第6代ダンガーヴァン子爵 (1707-1762)     | ジョン・ボイル 第5代コーク伯爵 第5代オーラリー伯爵 第6代ダンガーヴァン子爵 (1707-1762) | ジョン・ボイル 第5代コーク伯爵 第5代オーラリー伯爵 第6代ダンガーヴァン子爵 (1707-1762) | ジョン・ボイル 第5代コーク伯爵 第5代オーラリー伯爵 第6代ダンガーヴァン子爵 (1707-1762)     | ジョン・ボイル 第5代コーク伯爵 第5代オーラリー伯爵 第6代ダンガーヴァン子爵 (1707-1762)     |                                                                                            |                                                                                            | マーガレット・ハミルトン (1710-1758)                                                       | マーガレット・ハミルトン (1710-1758)                                                       | マーガレット・ハミルトン (1710-1758) | マーガレット・ハミルトン (1710-1758) | マーガレット・ハミルトン (1710-1758) | マーガレット・ハミルトン (1710-1758) |  |  |  |  |  |  |  |  |  |  |  |  |  |  |  |  |
|  |  |  |  |  |  |  |  |  |  |  |  |                                                                                              |                                                                                              |                                                                                              |                                                                                              |                                                                                              |                                                                                              |  |  |                                                                      |                                                 |                                                 |                                                 |                                                 |                                                 |  |  |                                                    |                                                    |                                                    |                                                    |                                                    |                                                    |                                                                                            |                                                                                            |                                                                                            |                                                                                            |                                                                                            |                                                                                            |                                                                                        |                                                                                        |                                                                                            |                                                                                            |                                                                                            |                                                                                            |                                                                                            |                                                                                            |                                      |                                      |                                      |                                      |  |  |  |  |  |  |  |  |  |  |  |  |  |  |  |  |
|  |  |  |  |  |  |  |  |  |  |  |  |                                                                                              |                                                                                              |                                                                                              |                                                                                              |                                                                                              |                                                                                              |  |  |                                                                      |                                                 |                                                 |                                                 |                                                 |                                                 |  |  |                                                    |                                                    |                                                    |                                                    |                                                    |                                                    | ハミルトン・ボイル 第6代コーク伯爵 第6代オーラリー伯爵 第7代ダンガーヴァン子爵 (1729-1764) | ハミルトン・ボイル 第6代コーク伯爵 第6代オーラリー伯爵 第7代ダンガーヴァン子爵 (1729-1764) | ハミルトン・ボイル 第6代コーク伯爵 第6代オーラリー伯爵 第7代ダンガーヴァン子爵 (1729-1764) | ハミルトン・ボイル 第6代コーク伯爵 第6代オーラリー伯爵 第7代ダンガーヴァン子爵 (1729-1764) | ハミルトン・ボイル 第6代コーク伯爵 第6代オーラリー伯爵 第7代ダンガーヴァン子爵 (1729-1764) | ハミルトン・ボイル 第6代コーク伯爵 第6代オーラリー伯爵 第7代ダンガーヴァン子爵 (1729-1764) |                                                                                        |                                                                                        | エドマンド・ボイル 第7代コーク伯爵 第7代オーラリー伯爵 第8代ダンガーヴァン子爵 (1742-1798) | エドマンド・ボイル 第7代コーク伯爵 第7代オーラリー伯爵 第8代ダンガーヴァン子爵 (1742-1798) | エドマンド・ボイル 第7代コーク伯爵 第7代オーラリー伯爵 第8代ダンガーヴァン子爵 (1742-1798) | エドマンド・ボイル 第7代コーク伯爵 第7代オーラリー伯爵 第8代ダンガーヴァン子爵 (1742-1798) | エドマンド・ボイル 第7代コーク伯爵 第7代オーラリー伯爵 第8代ダンガーヴァン子爵 (1742-1798) | エドマンド・ボイル 第7代コーク伯爵 第7代オーラリー伯爵 第8代ダンガーヴァン子爵 (1742-1798) |                                      |                                      |                                      |                                      |  |  |  |  |  |  |  |  |  |  |  |  |  |  |  |  |

|  |  |  |  |  |  |                                                                      |                                                                      | リチャード・ボイル 初代コーク伯爵 初代ダンガーヴァン子爵 (1566-1643)                        | リチャード・ボイル 初代コーク伯爵 初代ダンガーヴァン子爵 (1566-1643)                        | リチャード・ボイル 初代コーク伯爵 初代ダンガーヴァン子爵 (1566-1643)                        | リチャード・ボイル 初代コーク伯爵 初代ダンガーヴァン子爵 (1566-1643)                        | リチャード・ボイル 初代コーク伯爵 初代ダンガーヴァン子爵 (1566-1643)                        | リチャード・ボイル 初代コーク伯爵 初代ダンガーヴァン子爵 (1566-1643)                        | |                                                          |                                                          |                                                          |                                                          |                                                          | ヘンリー・クリフォード 第5代カンバーランド伯爵 初代クリフォード男爵 (1591-1643) | ヘンリー・クリフォード 第5代カンバーランド伯爵 初代クリフォード男爵 (1591-1643) | ヘンリー・クリフォード 第5代カンバーランド伯爵 初代クリフォード男爵 (1591-1643) | ヘンリー・クリフォード 第5代カンバーランド伯爵 初代クリフォード男爵 (1591-1643) | ヘンリー・クリフォード 第5代カンバーランド伯爵 初代クリフォード男爵 (1591-1643) | ヘンリー・クリフォード 第5代カンバーランド伯爵 初代クリフォード男爵 (1591-1643) |  |  |  |  |  |  |  |  |  |  |  |  |  |  |  |  |
|  |  |  |  |  |  |                                                                      |                                                                      | リチャード・ボイル 初代コーク伯爵 初代ダンガーヴァン子爵 (1566-1643)                        | リチャード・ボイル 初代コーク伯爵 初代ダンガーヴァン子爵 (1566-1643)                        | リチャード・ボイル 初代コーク伯爵 初代ダンガーヴァン子爵 (1566-1643)                        | リチャード・ボイル 初代コーク伯爵 初代ダンガーヴァン子爵 (1566-1643)                        | リチャード・ボイル 初代コーク伯爵 初代ダンガーヴァン子爵 (1566-1643)                        | リチャード・ボイル 初代コーク伯爵 初代ダンガーヴァン子爵 (1566-1643)                        | |                                                          |                                                          |                                                          |                                                          |                                                          | ヘンリー・クリフォード 第5代カンバーランド伯爵 初代クリフォード男爵 (1591-1643) | ヘンリー・クリフォード 第5代カンバーランド伯爵 初代クリフォード男爵 (1591-1643) | ヘンリー・クリフォード 第5代カンバーランド伯爵 初代クリフォード男爵 (1591-1643) | ヘンリー・クリフォード 第5代カンバーランド伯爵 初代クリフォード男爵 (1591-1643) | ヘンリー・クリフォード 第5代カンバーランド伯爵 初代クリフォード男爵 (1591-1643) | ヘンリー・クリフォード 第5代カンバーランド伯爵 初代クリフォード男爵 (1591-1643) |  |  |  |  |  |  |  |  |  |  |  |  |  |  |  |  |
|  |  |  |  |  |  |                                                                      |                                                                      | リチャード・ボイル 初代バーリントン伯爵 第2代コーク伯爵 第2代ダンガーヴァン子爵 (1612-1698) | リチャード・ボイル 初代バーリントン伯爵 第2代コーク伯爵 第2代ダンガーヴァン子爵 (1612-1698) | リチャード・ボイル 初代バーリントン伯爵 第2代コーク伯爵 第2代ダンガーヴァン子爵 (1612-1698) | リチャード・ボイル 初代バーリントン伯爵 第2代コーク伯爵 第2代ダンガーヴァン子爵 (1612-1698) | リチャード・ボイル 初代バーリントン伯爵 第2代コーク伯爵 第2代ダンガーヴァン子爵 (1612-1698) | リチャード・ボイル 初代バーリントン伯爵 第2代コーク伯爵 第2代ダンガーヴァン子爵 (1612-1698) | |                                                          |                                                          |                                                          |                                                          |                                                          | エリザベス・クリフォード 第2代クリフォード女男爵                                | エリザベス・クリフォード 第2代クリフォード女男爵                                | エリザベス・クリフォード 第2代クリフォード女男爵                                | エリザベス・クリフォード 第2代クリフォード女男爵                                | エリザベス・クリフォード 第2代クリフォード女男爵                                | エリザベス・クリフォード 第2代クリフォード女男爵                                |  |  |  |  |  |  |  |  |  |  |  |  |  |  |  |  |
|  |  |  |  |  |  |                                                                      |                                                                      | リチャード・ボイル 初代バーリントン伯爵 第2代コーク伯爵 第2代ダンガーヴァン子爵 (1612-1698) | リチャード・ボイル 初代バーリントン伯爵 第2代コーク伯爵 第2代ダンガーヴァン子爵 (1612-1698) | リチャード・ボイル 初代バーリントン伯爵 第2代コーク伯爵 第2代ダンガーヴァン子爵 (1612-1698) | リチャード・ボイル 初代バーリントン伯爵 第2代コーク伯爵 第2代ダンガーヴァン子爵 (1612-1698) | リチャード・ボイル 初代バーリントン伯爵 第2代コーク伯爵 第2代ダンガーヴァン子爵 (1612-1698) | リチャード・ボイル 初代バーリントン伯爵 第2代コーク伯爵 第2代ダンガーヴァン子爵 (1612-1698) | |                                                          |                                                          |                                                          |                                                          |                                                          | エリザベス・クリフォード 第2代クリフォード女男爵                                | エリザベス・クリフォード 第2代クリフォード女男爵                                | エリザベス・クリフォード 第2代クリフォード女男爵                                | エリザベス・クリフォード 第2代クリフォード女男爵                                | エリザベス・クリフォード 第2代クリフォード女男爵                                | エリザベス・クリフォード 第2代クリフォード女男爵                                |  |  |  |  |  |  |  |  |  |  |  |  |  |  |  |  |
|  |  |  |  |  |  |                                                                      |                                                                      |                                                                                             |                                                                                             |                                                                                             |                                                                                             |                                                                                             |                                                                                             | |                                                          |                                                          |                                                          |                                                          |                                                          |                                                                                 |                                                                                 |                                                                                 |                                                                                 |                                                                                 |                                                                                 |  |  |  |  |  |  |  |  |  |  |  |  |  |  |  |  |
|  |  |  |  |  |  |                                                                      |                                                                      |                                                                                             |                                                                                             |                                                                                             |                                                                                             |                                                                                             |                                                                                             | チャールズ・ボイル 第3代ダンガーヴァン子爵 第3代クリフォード男爵 (1639-1694)                                       |                                                          |                                                          |                                                          |                                                          |                                                          |                                                                                 |                                                                                 |                                                                                 |                                                                                 |                                                                                 |                                                                                 |  |  |  |  |  |  |  |  |  |  |  |  |  |  |  |  |
|  |  |  |  |  |  |                                                                      |                                                                      |                                                                                             |                                                                                             |                                                                                             |                                                                                             |                                                                                             |                                                                                             | |                                                          |                                                          |                                                          |                                                          |                                                          |                                                                                 |                                                                                 |                                                                                 |                                                                                 |                                                                                 |                                                                                 |  |  |  |  |  |  |  |  |  |  |  |  |  |  |  |  |
|  |  |  |  |  |  |                                                                      |                                                                      |                                                                                             |                                                                                             |                                                                                             |                                                                                             |                                                                                             |                                                                                             | チャールズ・ボイル 第2代バーリントン伯爵 第3代コーク伯爵 第4代ダンガーヴァン子爵 第4代クリフォード男爵 (1660-1704) |                                                          |                                                          |                                                          |                                                          |                                                          |                                                                                 |                                                                                 |                                                                                 |                                                                                 |                                                                                 |                                                                                 |  |  |  |  |  |  |  |  |  |  |  |  |  |  |  |  |
|  |  |  |  |  |  |                                                                      |                                                                      |                                                                                             |                                                                                             |                                                                                             |                                                                                             |                                                                                             |                                                                                             | |                                                          |                                                          |                                                          |                                                          |                                                          |                                                                                 |                                                                                 |                                                                                 |                                                                                 |                                                                                 |                                                                                 |  |  |  |  |  |  |  |  |  |  |  |  |  |  |  |  |
|  |  |  |  |  |  |                                                                      |                                                                      |                                                                                             |                                                                                             |                                                                                             |                                                                                             |                                                                                             |                                                                                             | リチャード・ボイル 第3代バーリントン伯爵 第4代コーク伯爵 第5代ダンガーヴァン子爵 第5代クリフォード男爵 (1694-1753) |                                                          |                                                          |                                                          |                                                          |                                                          |                                                                                 |                                                                                 |                                                                                 |                                                                                 |                                                                                 |                                                                                 |  |  |  |  |  |  |  |  |  |  |  |  |  |  |  |  |
|  |  |  |  |  |  |                                                                      |                                                                      |                                                                                             |                                                                                             |                                                                                             |                                                                                             |                                                                                             |                                                                                             | |                                                          |                                                          |                                                          |                                                          |                                                          |                                                                                 |                                                                                 |                                                                                 |                                                                                 |                                                                                 |                                                                                 |  |  |  |  |  |  |  |  |  |  |  |  |  |  |  |  |
|  |  |  |  |  |  | ウィリアム・キャヴェンディッシュ 第4代デヴォンシャー公爵 (1720-1764) | ウィリアム・キャヴェンディッシュ 第4代デヴォンシャー公爵 (1720-1764) | ウィリアム・キャヴェンディッシュ 第4代デヴォンシャー公爵 (1720-1764)                        | ウィリアム・キャヴェンディッシュ 第4代デヴォンシャー公爵 (1720-1764)                        | ウィリアム・キャヴェンディッシュ 第4代デヴォンシャー公爵 (1720-1764)                        | ウィリアム・キャヴェンディッシュ 第4代デヴォンシャー公爵 (1720-1764)                        |                                                                                             |                                                                                             | シャーロット・ボイル 第6代クリフォード女男爵 (1731-1754)                                                           | シャーロット・ボイル 第6代クリフォード女男爵 (1731-1754) | シャーロット・ボイル 第6代クリフォード女男爵 (1731-1754) | シャーロット・ボイル 第6代クリフォード女男爵 (1731-1754) | シャーロット・ボイル 第6代クリフォード女男爵 (1731-1754) | シャーロット・ボイル 第6代クリフォード女男爵 (1731-1754) |                                                                                 |                                                                                 |                                                                                 |                                                                                 |                                                                                 |                                                                                 |  |  |  |  |  |  |  |  |  |  |  |  |  |  |  |  |
|  |  |  |  |  |  | ウィリアム・キャヴェンディッシュ 第4代デヴォンシャー公爵 (1720-1764) | ウィリアム・キャヴェンディッシュ 第4代デヴォンシャー公爵 (1720-1764) | ウィリアム・キャヴェンディッシュ 第4代デヴォンシャー公爵 (1720-1764)                        | ウィリアム・キャヴェンディッシュ 第4代デヴォンシャー公爵 (1720-1764)                        | ウィリアム・キャヴェンディッシュ 第4代デヴォンシャー公爵 (1720-1764)                        | ウィリアム・キャヴェンディッシュ 第4代デヴォンシャー公爵 (1720-1764)                        |                                                                                             |                                                                                             | シャーロット・ボイル 第6代クリフォード女男爵 (1731-1754)                                                           | シャーロット・ボイル 第6代クリフォード女男爵 (1731-1754) | シャーロット・ボイル 第6代クリフォード女男爵 (1731-1754) | シャーロット・ボイル 第6代クリフォード女男爵 (1731-1754) | シャーロット・ボイル 第6代クリフォード女男爵 (1731-1754) | シャーロット・ボイル 第6代クリフォード女男爵 (1731-1754) |                                                                                 |                                                                                 |                                                                                 |                                                                                 |                                                                                 |                                                                                 |  |  |  |  |  |  |  |  |  |  |  |  |  |  |  |  |
|  |  |  |  |  |  |                                                                      |                                                                      |                                                                                             |                                                                                             |                                                                                             |                                                                                             |                                                                                             |                                                                                             | |                                                          |                                                          |                                                          |                                                          |                                                          |                                                                                 |                                                                                 |                                                                                 |                                                                                 |                                                                                 |                                                                                 |  |  |  |  |  |  |  |  |  |  |  |  |  |  |  |  |
|  |  |  |  |  |  |                                                                      |                                                                      |                                                                                             |                                                                                             | ウィリアム・キャヴェンディッシュ 第5代デヴォンシャー公爵 第7代クリフォード男爵 (1748-1811)  |                                                                                             |                                                                                             |                                                                                             | |                                                          |                                                          |                                                          |                                                          |                                                          |                                                                                 |                                                                                 |                                                                                 |                                                                                 |                                                                                 |                                                                                 |  |  |  |  |  |  |  |  |  |  |  |  |  |  |  |  |
|  |  |  |  |  |  |                                                                      |                                                                      |                                                                                             |                                                                                             |                                                                                             |                                                                                             |                                                                                             |                                                                                             | |                                                          |                                                          |                                                          |                                                          |                                                          |                                                                                 |                                                                                 |                                                                                 |                                                                                 |                                                                                 |                                                                                 |  |  |  |  |  |  |  |  |  |  |  |  |  |  |  |  |
|  |  |  |  |  |  |                                                                      |                                                                      |                                                                                             |                                                                                             | ウィリアム・キャヴェンディッシュ 第6代デヴォンシャー公爵 第8代クリフォード男爵 (1790-1858)  |                                                                                             |                                                                                             |                                                                                             | |                                                          |                                                          |                                                          |                                                          |                                                          |                                                                                 |                                                                                 |                                                                                 |                                                                                 |                                                                                 |                                                                                 |  |  |  |  |  |  |  |  |  |  |  |  |  |  |  |  |

## ギャラリー

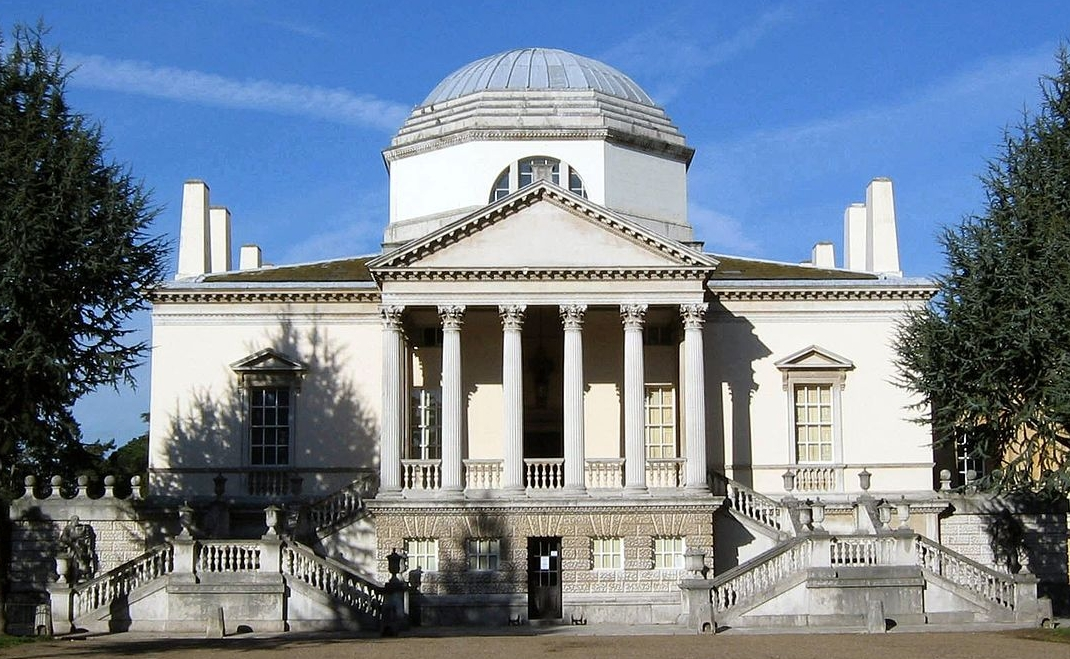
チジック・ハウス正面玄関
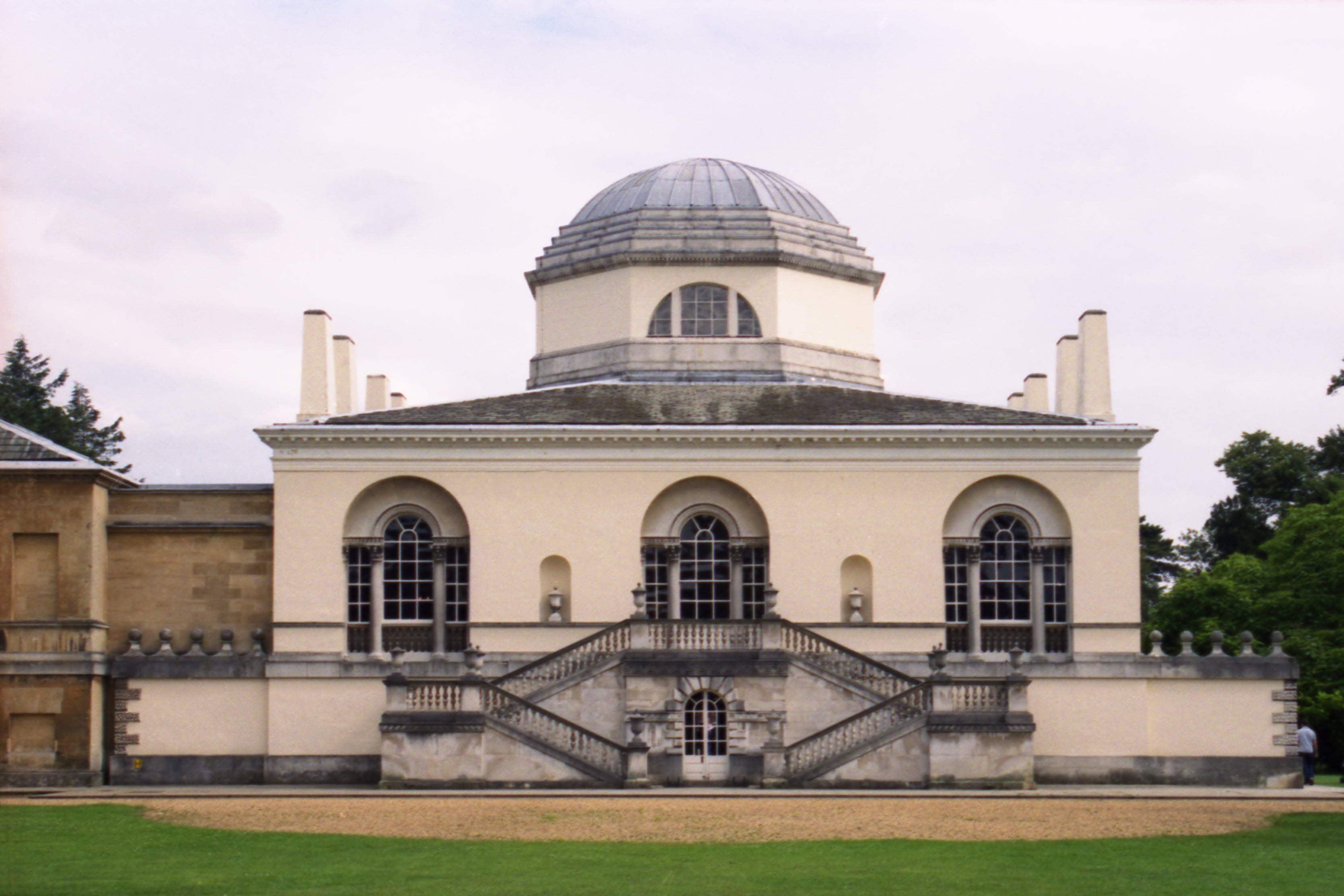
チジック・ハウス庭園入口
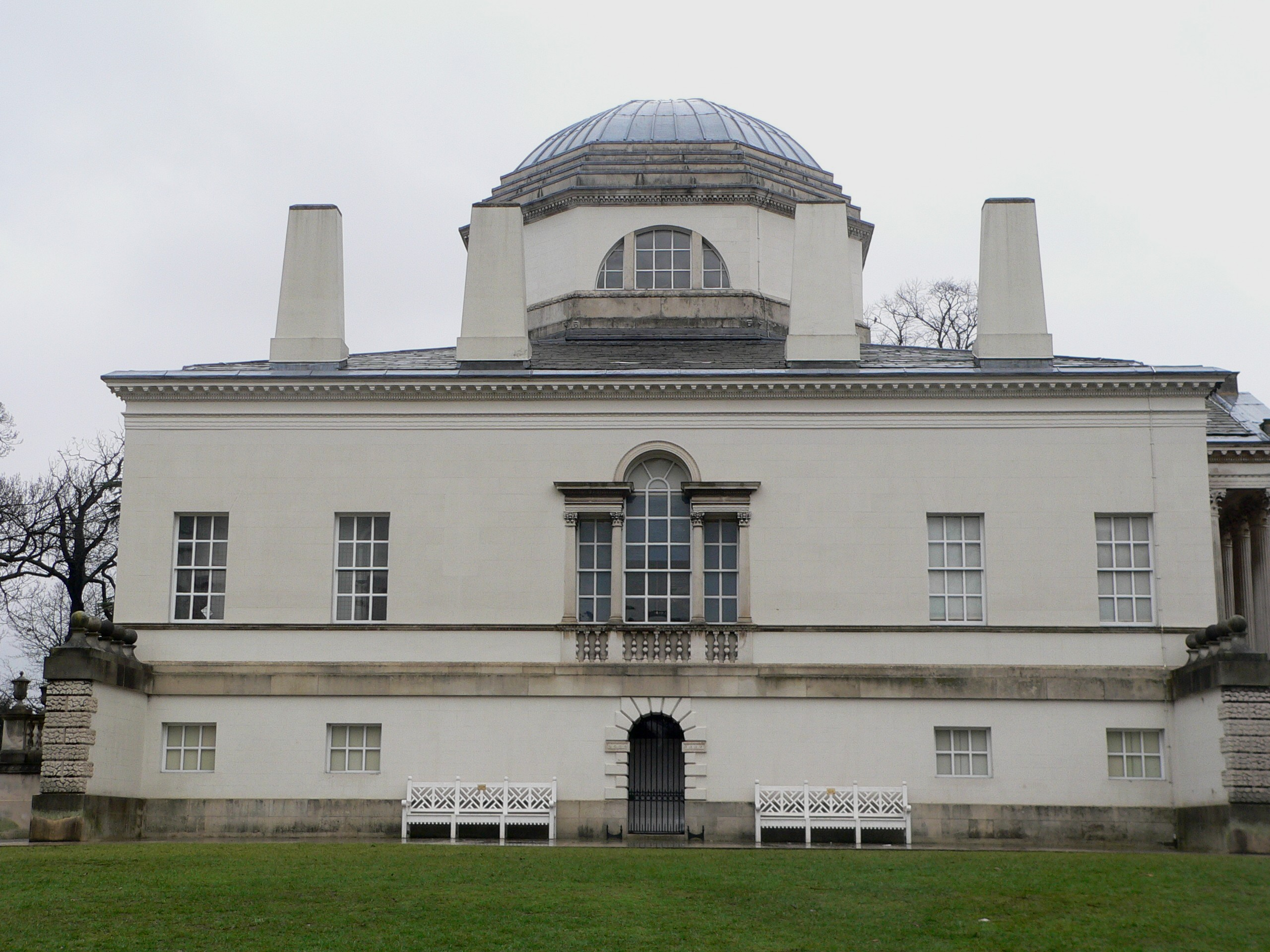
チジック・ハウス南西の景観
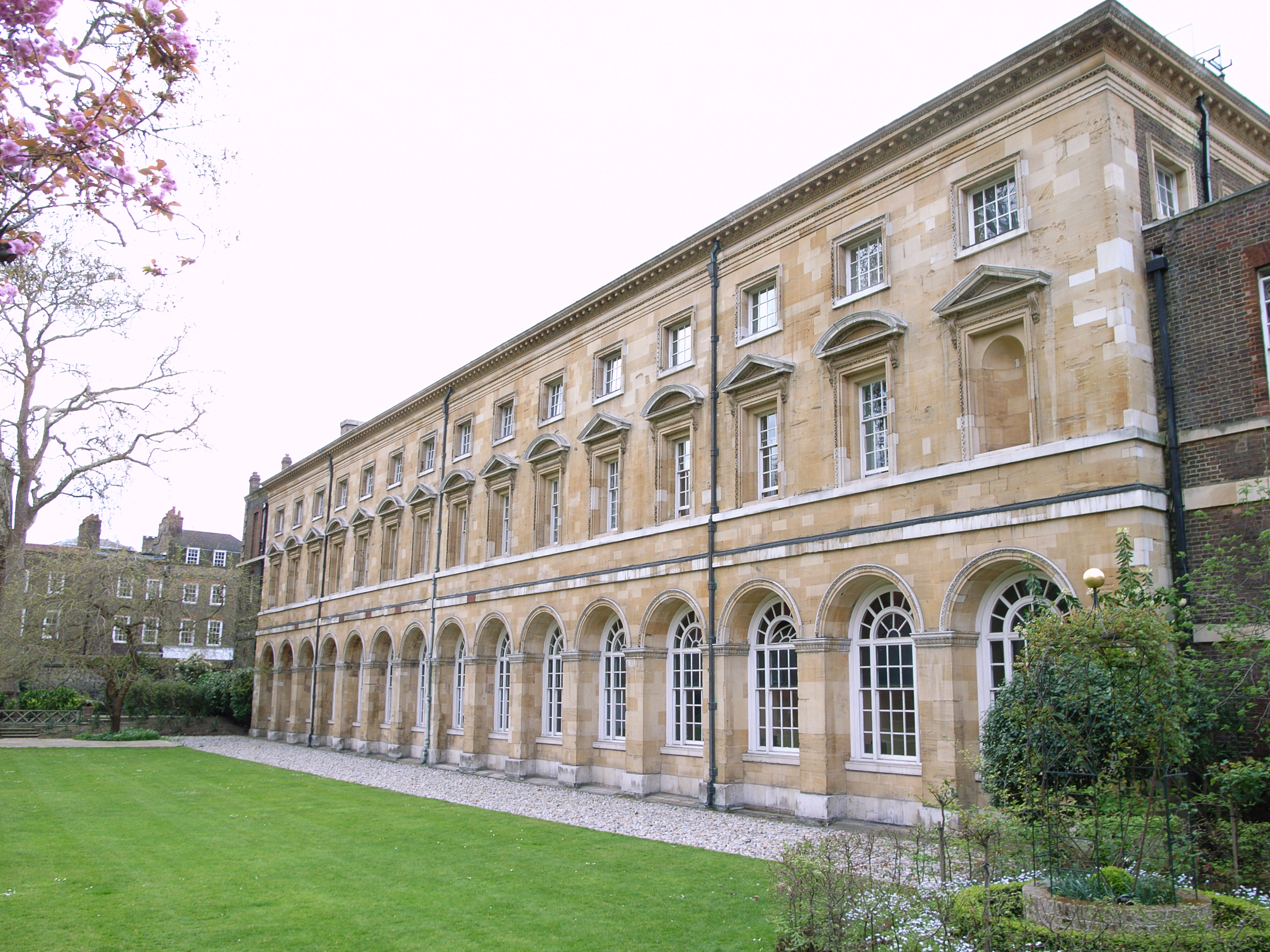
ウェストミンスター・スクール寮舎
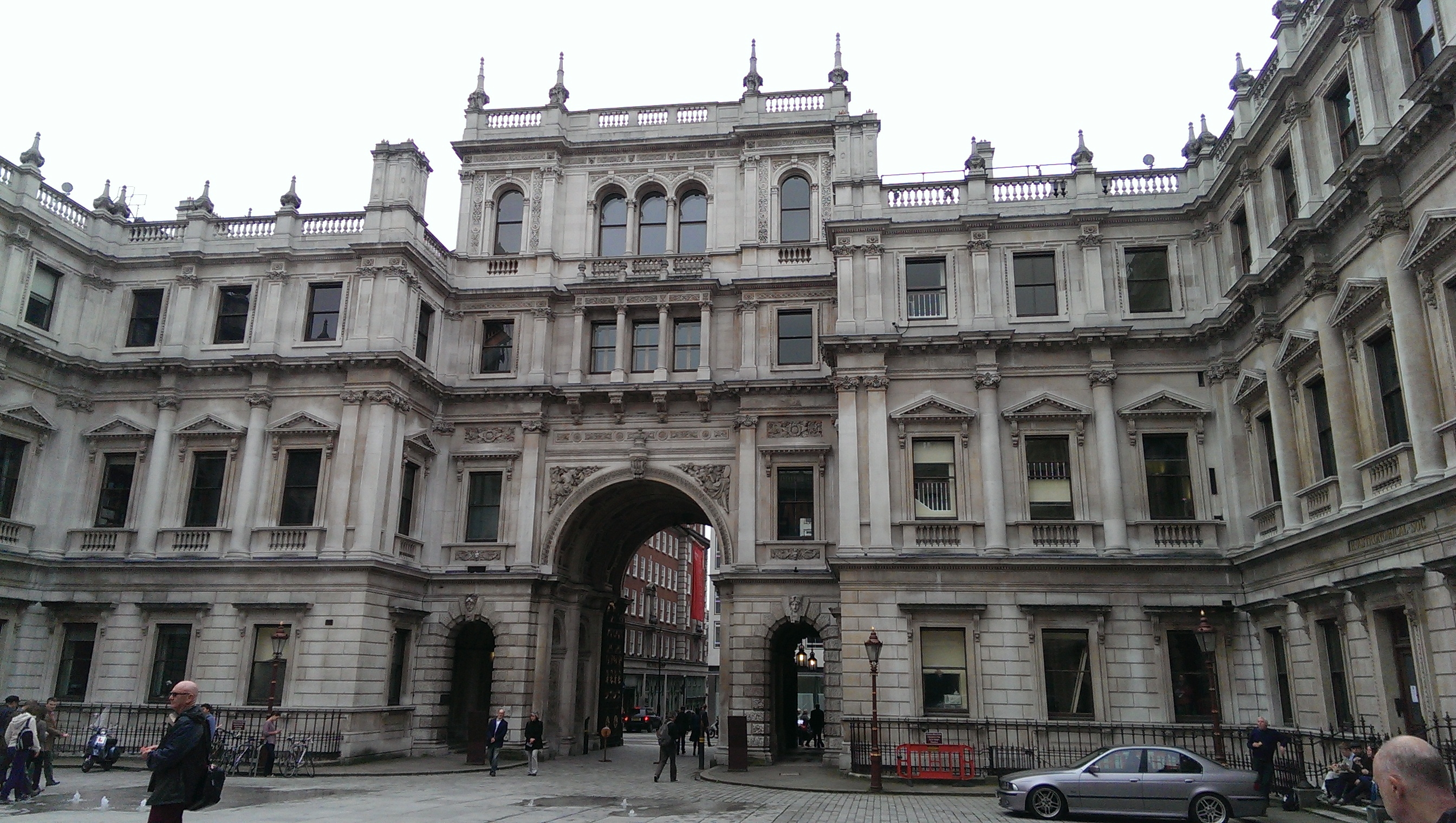
バーリントン・ハウス
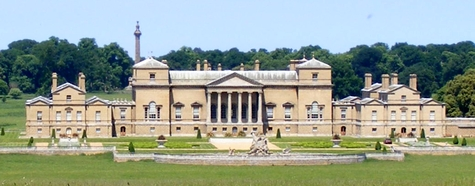
ホウカム・ホール
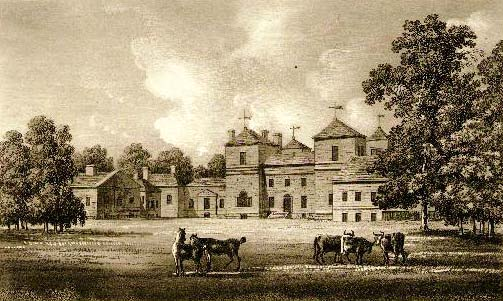
トッテンハム・ハウス